# قیام استرلتسی
قیام استرلتسی (به انگلیسی: Streltsy uprising) که با نام شورش دوم استرلتسی هم شناخته می‌شود، یک خیزش از چهار هنگ استرلتسی در سال ۱۶۹۸ بود که در زمان غیاب پتر یکم در روسیه تزاری رخ داد. این شورش احتمالاً با هدف سرنگون کردن پتر از سلطنت شکل گرفت. خیزش به سرعت توسط نیروهای دولتی سرکوب شد، اما پیگردها تا حدود ۱۰ سال بعد ادامه یافت. در جریان مجازات شورشیان، هزاران نفر شکنجه و تبعید و بیش از هزار تن اعدام شدند.

## پیش‌زمینه

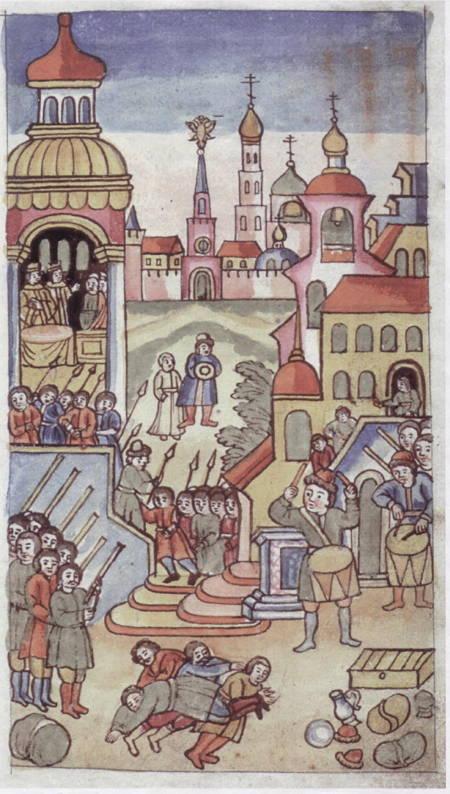
یک مینیاتور روسی که شورش ۱۶۸۲ استرلتسی‌ها در کرملین مسکو را نشان می‌دهد.

سال ۱۶۹۸ نخستین‌باری نبود که هنگ‌های استرلتسی دست به شورش می‌زدند. آنها ۱۶ سال پیش از آن شورش ۱۶۸۲ مسکو را به راه انداخته بودند. ریشهٔ نزاع‌های بین جناحین قدرت و طغیان استرلتسی‌ها به زمانی که تزار فیودور سوم بدون داشتن جانشینی درگذشت بازمی‌گردد. از آنجایی که فئودور فرزندی نداشت، دو برادر کوچک‌ترش ایوان و پتر نامزد نشستن بر تاج و تخت بودند. ایوان برادر تنی فئودور، همانند خود او به‌طور مادرزادی ضعیف و بیمار بود. این موضوع باعث شد که پاتریارک مسکو و بزرگان کشور پتر را برای جانشینی مناسب ببیند. اما این انتخاب خشم خاندان مادری ایوان را برانگیخت و آنها به رهبری سوفیا آلکسیونا، بزرگ‌ترین خواهر فئودور، شورش استرلتسی‌ها را به راه انداختند و از به تخت نشستن پتر جلوگیری کردند. در جریان شورش اول استرلتسی، پتر پدرخوانده‌اش آرتامون ماتویف و دو دایی خود را از دست داد. پس از آن سوفیا ۷ سال به عنوان نایب‌السطنه بر روسیه تزاری حکم راند؛ تا اینکه در سال ۱۶۸۹ با کودتایی از سوی پتر جوان خلع ید و به صومعه نوودویچی تبعید شد.
تزار جدید پتر یکم، در سال ۱۶۹۵ لشکرکشی‌های آزوف (۱۶۹۵–۱۶۹۶) را به راه انداخت که در جریان آن ۱۲ الی ۱۳ هنگ استرلتسی شرکت داشتند. پس از موفقیت در کارزار، استرلتسی‌ها برای مدتی طولانی و در زمینه‌های مختلف به خدمت فرستاده شدند. جدایی طولانی مدت استرلتسی‌ها از خانواده‌هایشان نقض سنت بود که مطابق آن، آنها فقط در تابستان از مسکو خارج می‌شدند و برای زمستان به پایتخت بازمی‌گشتند. استرلتسی‌ها تقریباً سه سال نتوانستند به مسکو بازگردند و خانواده و مشاغل‌شان در آنجا رها شده بود. آنها به ویژه از انتصاب افسران خارجی در مناصب ارشد نظامی ناراضی بودند. همهٔ اینها موجب نارضایتی سپاه استرلتسی شد. روی هم رفته، محققان معمولاً سختی کارزارهای نظامی، دستمزد ناکافی، جدایی از خانواده و انتصاب افسران خارجی در مناصب ارشد نظامی را به عنوان دلایل اصلی شورش دوم استرلتسی‌ها تصور می‌کنند. با این حال، آن شورش ممکن است ماهیت سیاسی نیز داشته باشد. در ۱ مارس ۱۶۹۸، شماری از چهار هنگ استرلتسی به مسکو آمدند و از کمبود دستمزد و خوراک شکایت کردند. به شکایات آنها رسیدگی شد مشروط بر اینکه تا نهایتاً ۳ آوریل مسکو را ترک کنند.
اما استرلتسی‌ها مسکو را ترک نکردند. در ۳ آوریل، چهار استرلتسی به دومای بویار با مدیریت شاهزاده ایوان تروکوروف رفتند و با سماجت از شرایط سخت خود شکایت کردند. تروکوروف فرمان بازداشت آنها را در اسرلتسکی پریکاز را داد؛ اگرچه موفق به فرار و بازگشت به پایگاه خود شدند. احتمالاً استرلتسی‌ها زمانی که به مسکو آمده بودند، با سوفیا آلکسیونا از طریق خواهرش مارفا ارتباط برقرار کرده بودند. بازداشت دو استرلتسی گستاخ دیگر در همان روز، بهانهٔ آغاز شورش جدید شد.

## شورش
نخست استرلتسی‌ها به شهرک‌هایشان پناه بردند و از آنجا با سوفیا آلکسیونا که در صومعهٔ نوودویچی زندانی بود ارتباط برقرار کردند. در ۴ آوریل ۱۶۹۸، سربازان هنگ سمنوفسکی علیه استرلتسی‌ها اعزام شدند که با کمک مردم شهر، آنها را مجبور به ترک پایتخت کردند. اما استرلتسی‌های شورشی در مسکو موفق شدند دیگر هنگ‌های استرلتسی را هم به شورش برانگیزند. برخی در میان آنها، شروع به خواندن دو نامه از طرف تزارونا سوفیا کردند و از دیگر هنگ‌ها می‌خواستند که شورش کرده و پیتر را سرنگون کنند. اصالت آن نامه‌ها هرگز مشخص نشد. همچنین شایعات بی‌اساسی در میان استرلتسی‌ها منتشر شد مبنی بر اینکه پیتر آلمانی شده، ایمان ارتدوکس را ترک گفته یا حتی در اروپا مرده است؛ زیرا در آن هنگام پتر غایب بود و در سفارت بزرگ خود در اروپا به سر می‌برد.
آمادگی و حرکت هنگ‌ها یک ماه طول کشید. با آغاز ماه ژوئن، استرلتسی‌ها فرماندهان رسمی هنگ‌ها را برکنار و چهار فرد منتخب را به فرماندهی هر کدام از هنگ‌ها برگزیدند. در ۶ ژوئن، هر چهار هنگ استرلتسی در رود دائوگاوا گرد هم آمدند. همان روز، ۵۰ استرلتسی در حضور همهٔ هنگ‌ها نامه‌ای از سوفیا آلکسیونا را خواندند که خواستار پیشروی به سمت مسکو بود. در ۹ ژوئن یوهان جورج کورب، یک دیپلمات آلمانی که در مسکو حاضر بود، نوشت: «امروز برای اولین‌بار شایعاتی مبهم در مورد شورش استرلتسی‌ها منتشر شد و وحشت عمومی را برانگیخت.» دولت هنگ‌های پرئوبراژنسکی، سمنوفسکی، لفورتوفسکی و بوتیرسکی به علاوهٔ سواره‌نظام سلطنتی را به فرماندهی الکسی شین، پاتریک گوردون و ایوان کولتسف-موسالسکی برای قوای سرکوب علیه استرلتسی‌ها فرستاد. شورشیان که تعدادشان حدود ۲٬۲۰۰ نفر بود، فقط توانستند به صومعه اورشلیم جدید واقع در ۴۰ کیلومتری مسکو برسند و در ۱۸ ژوئن ۱۶۹۸، با یک ارتش ۸٬۰۰۰ نفری از سوی دولت روبه‌رو شدند.
فرماندهان تزار چندبار تلاش کردند تا با شورشیان به توافق برسند. در صبح روز ۱۸ ژوئن، گوردون به اردوگاه شورشیان رفت و استرلتسی‌ها را برای مذاکره دعوت کرد. در طول گفت‌وگو، استرلتسی‌ها مدعی شدند که قصد جنگ ندارند و تنها برای رفع نیازهای خود به مسکو می‌آیند. گوردون آنها را به دلیل نافرمانی، نقض وظیفه و خیانت سرزنش کرد و از آنها خواست که نیازهای خود را نه با یک سپاه سرکش بلکه به شیوه‌ای مسالمت‌آمیز مطرح کنند. استرلتسی‌ها در پاسخ گفتند که حداقل چند روز برای دیدن خانواده‌هایشان «یا می‌میرند یا به مسکو می‌روند» و پس از آن به هر کجا که فرمان داده شود، خواهند رفت. پس از شکست مذاکرات، گوردون به سوی نیروهای دولتی بازگشت و حمله را آغاز کرد. نبرد حدود یک ساعت طول کشید و پس از سومین شلیک توپخانه، استرلتسی‌ها شروع به فرار و تسلیم شدن کردند. گوردون از وحشت آنها استفاده کرد و اردوگاه شورشیان را با دو گردان اشغال کرد. استرلتسی‌های اسیر در صومعهٔ رستاخیز زندانی شدند. طبق گزارش گوردون، در نبرد درگرفته ۲۲ استرلتسی کشته و ۴۰ تن دیگر زخمی شدند. در میان قوای دولتی، تنها چهار نفر از سربازان الکسی شین زخمی شدند.

## سرکوب و مجازات

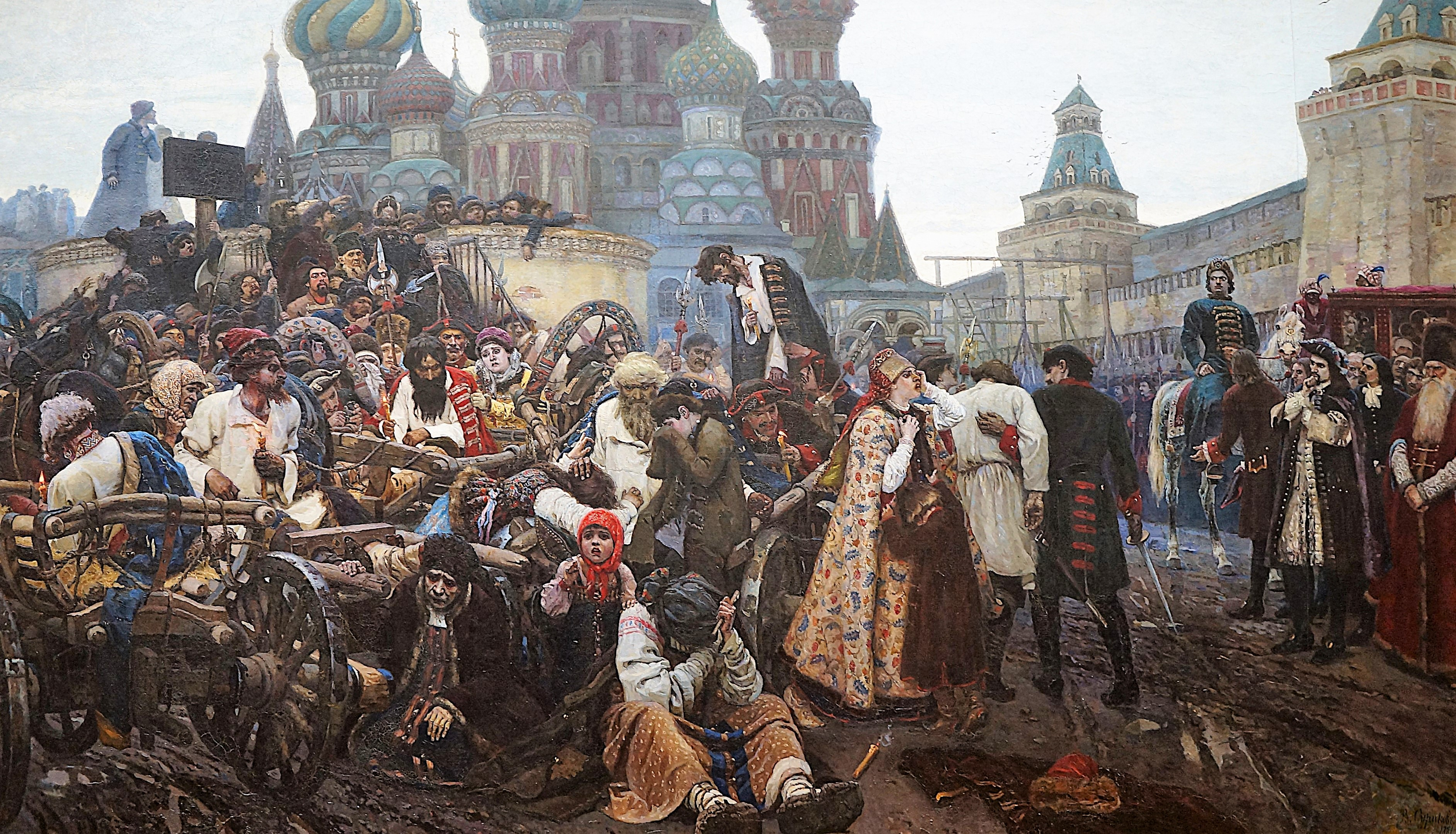
نگارهٔ مشهور صبح اعدام استرلتسی اثر واسیلی سوریکوف در ۱۸۸۱م که صبح بازداشت و حمل سپاه استرلتسی به سوی قتل‌گاه‌شان را به دستور پتر نشان می‌دهد.

اولین تحقیق و مجازت استرلتسی‌های شورشی بلافاصله در همان ژوئن ۱۶۹۸ در صومعهٔ رستاخیز انجام شد. در ۲۲ و ۲۸ ژوئن به دستور الکسی شین ۵۶ تن از محرکان شورش را به دار آویختند. در ۲ ژوئیه بسیاری را به مسکو فرستادند و شلاق زدند. ۱٬۹۶۵ نفر به زندان‌ها و خانقاه‌های مختلف فرستاده شدند. هنگامی که پتر یکم در ۲۵ اوت به روسیه بازگشت، از کیفیت بازجویی‌ها و به ویژه از اعدام فوری محرکان شورش ناراضی بود. تزار فرمان جدیدی برای تحقیقات و بازجویی از شورشیان صادر کرد. از اواخر سپتامبر ۱۶۹۸، بیش از ۱٬۷۰۰ استرلتسی بازمانده را که در شورش شرکت داشتند به مسکو آوردند. در مسکو، کشتارها در ۱۰ اکتبر آغاز شد. در مجموع، بیش از هزار استرلتسی قتل‌عام شدند، حدود ۶۰۰ نفر تازیانه خورده، داغ شده و تبعید شدند. پیتر شخصاً سر پنج استرلتسی را از تن جدا کرد.
تا پنج ماه اجساد استرلتسی‌های اعدام شده در محل اعدام باقی مانده بود. پتر دستور داد تا جسد چند استرلتسی را از پنجره‌های صومعهٔ نوودویچی که سوفیا آلکسیونا در آن زندانی بود، آویزان کنند تا درس عبرتی برای او و دیگران باشد. به روایتی، تزار که تصمیم گرفته بود اعدام استرلتسی‌ها را هولناک‌تر کند، دستور داد که محکومان را در سورتمه‌های سیاه که با روبان‌های سیاه در هم پیچیده شده بودند و اسبان سیاه آنها را می‌کشیدند، به کشتارگاه ببرند. حتی رانندگان نیز سیاهپوش بودند. استرلتسی‌ها مجبور بودند دوتایی در یک سورتمه نشسته و با شمع‌های روشن در دست، به انتظار مرگ بنشینند. واسیلی سوریکوف این منظره را به‌طور دقیق در نقاشی مشهورش صبح اعدام استرلتسی به تصویر کشیده است. تمام املاک و دارایی‌های استرلتسی‌ها مصادره و بسیاری از آنها فروخته شد و به همسر و فرزندان‌شان دستور داده شد که مسکو را ترک کنند. حتی دادن کار یا صدقه به آنها ممنوع بود؛ در نتیجه، خانواده‌های شورشیان نیز از فرط گرسنگی محکوم به مرگ بودند.
فقط در فوریهٔ سال بعد، اجازه داده شد که اجساد پوسیدهٔ شورشیان در ۳ مایلی مسکو در نزدیکی جاده‌ها دفن شود. تزارونا سوفیا که مظنون به دست داشتن در این شورش بود، مجبور شد که در صومعه تبدیل به یک راهبه شود و تا آخر عمرش در سال ۱۷۰۴ در انزوای شدید قرار گرفت. پس از این شورش، سپاه استرلتسی موقعیت‌های خود را به‌طور کامل از دست داد و روند انحلال آن آغاز شد. اصلاحات نظامی بعدی پتر یکم در سال ۱۶۹۹، جایگزینی هنگ‌های دائمی و جدید تحت کنترل دولت را در ارتش روسیه تزاری تضمین کرد.